# Astragalus zadaensis
Astragalus zadaensis là một loài thực vật có hoa trong họ Đậu. Loài này được Podl. & L.R. Xu miêu tả khoa học đầu tiên.